# Канье
Ка́нье (англ. Kanye) — город на юго-востоке Ботсваны, административный центр Южного округа.

## Общая информация
Расположен в восточной части округа, в 45 минутах езды от столицы страны, города Габороне, на высоте 1306 м над уровнем моря. Входит в состав субокруга Нгвакетсе. Обслуживается аэропортом Канье.

## Климат
| Показатель                    | Янв.  | Фев. | Март | Апр. | Май  | Июнь | Июль | Авг. | Сен. | Окт. | Нояб. | Дек. | Год   |
| ----------------------------- | ----- | ---- | ---- | ---- | ---- | ---- | ---- | ---- | ---- | ---- | ----- | ---- | ----- |
| Средний суточный максимум, °C | 30,4  | 29,1 | 28,0 | 25,9 | 24,0 | 21,1 | 21,1 | 23,8 | 27,1 | 29,8 | 29,6  | 30,3 | 26,6  |
| Средняя температура, °C       | 23,6  | 22,6 | 21,2 | 18,3 | 15,3 | 12,3 | 12,1 | 14,6 | 18,2 | 21,8 | 22,5  | 23,3 | 18,8  |
| Средний суточный минимум, °C  | 16,9  | 16,2 | 14,4 | 10,8 | 6,6  | 3,5  | 3,2  | 5,5  | 9,4  | 13,9 | 15,5  | 16,4 | 11,0  |
| Норма осадков, мм             | 105,3 | 81,8 | 62,7 | 46,7 | 10,1 | 2,6  | 1,4  | 3,5  | 15,6 | 41,5 | 63,5  | 71,5 | 506,2 |
| Источник: ,                   |       |      |      |      |      |      |      |      |      |      |       |      |       |

## Население
По данным переписи 2011 года население города составляет 45 196 человек.
Динамика численности населения города по годам:
| 1981   | 1991   | 2001   | 2011   | 2013   |
| ------ | ------ | ------ | ------ | ------ |
| 20 215 | 31 354 | 40 628 | 45 196 | 46 155 |

## Известные уроженцы
В Канье родился второй президент Ботсваны, Кветт Масире.